# Schiller (kráter)

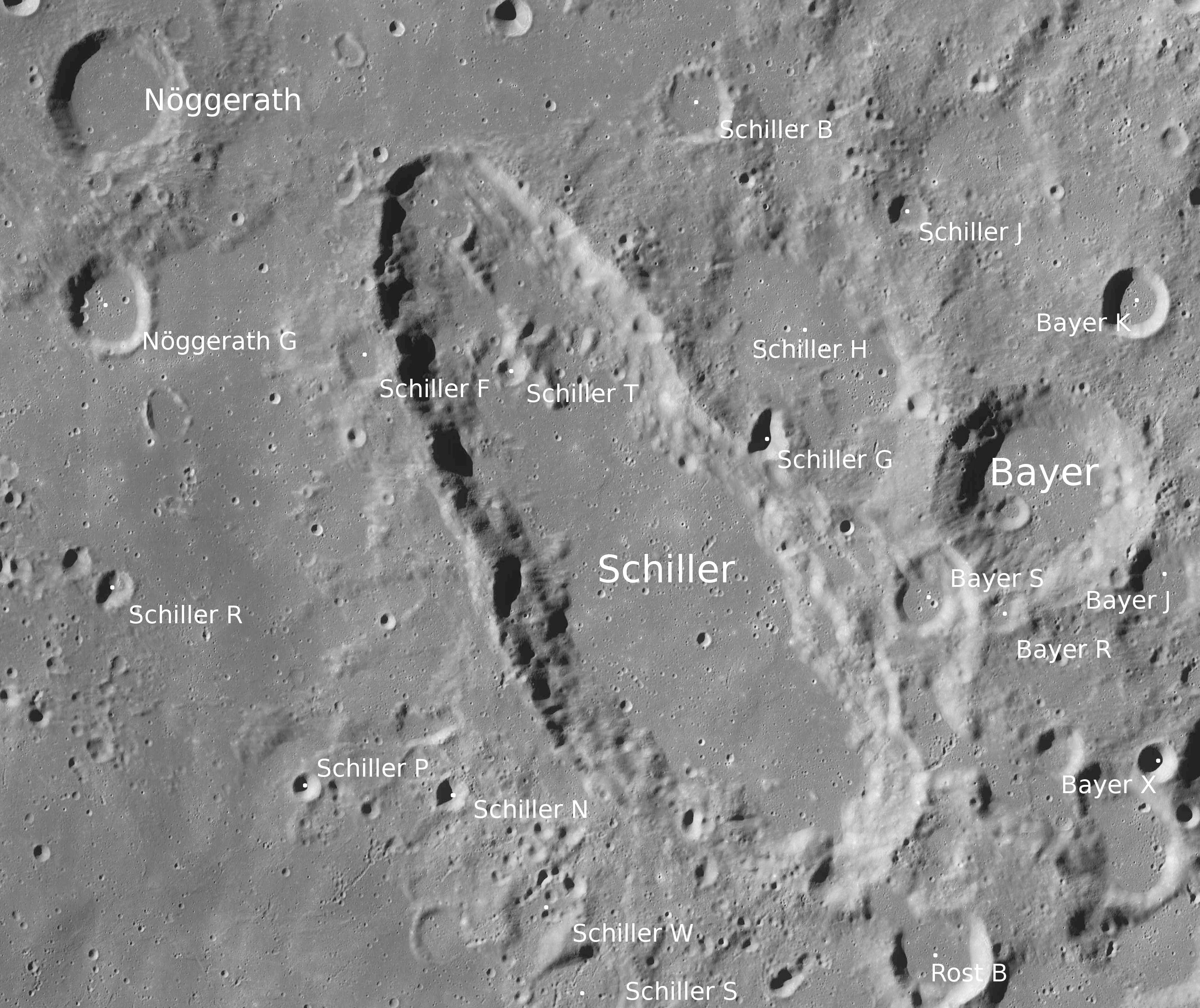
Poloha kráteru Schiller.

Schiller je protáhlý kráter nacházející se v jihozápadním sektoru přivrácené strany Měsíce. Jeho tvar je značně nezvyklý, připomíná otisk boty. Kráter je co se rozměrů týče největší kuriozitou svého druhu na povrchu Měsíce. Rozměry jsou 179 x 71 km. Větší část jeho dna je rovná, jakoby zalitá lávou. Uvnitř se nachází několik malých kráterů včetně satelitních F a T.
Jihozápadně od kráteru leží nepojmenovaná kotlina (měsíční moře), která se táhne od většího kráteru Phocylides až k menšímu Zucchius. V sousedství kráteru Schiller (východně od něj) leží kráter Bayer a severozápadně pak impaktní kráter Nöggerath.

## Název
Pojmenován je podle německého astronoma a mnicha Julia Schillera, autora Křesťanského atlasu nebe (Coelum Stellarum Christianum), v němž jsou souhvězdí nahrazena biblickými postavami a objekty. Atlas se neujal.

## Satelitní krátery
V okolí se nachází několik menších kráterů. Ty byly označeny podle zavedených zvyklostí jménem hlavního kráteru (v tomto případě Schiller) a velkým písmenem abecedy. Jsou to A, B, C, D, E, F, G, H, J, K, L, M, N, P, R, S, T, W.